# Gran Telescopio Canarias

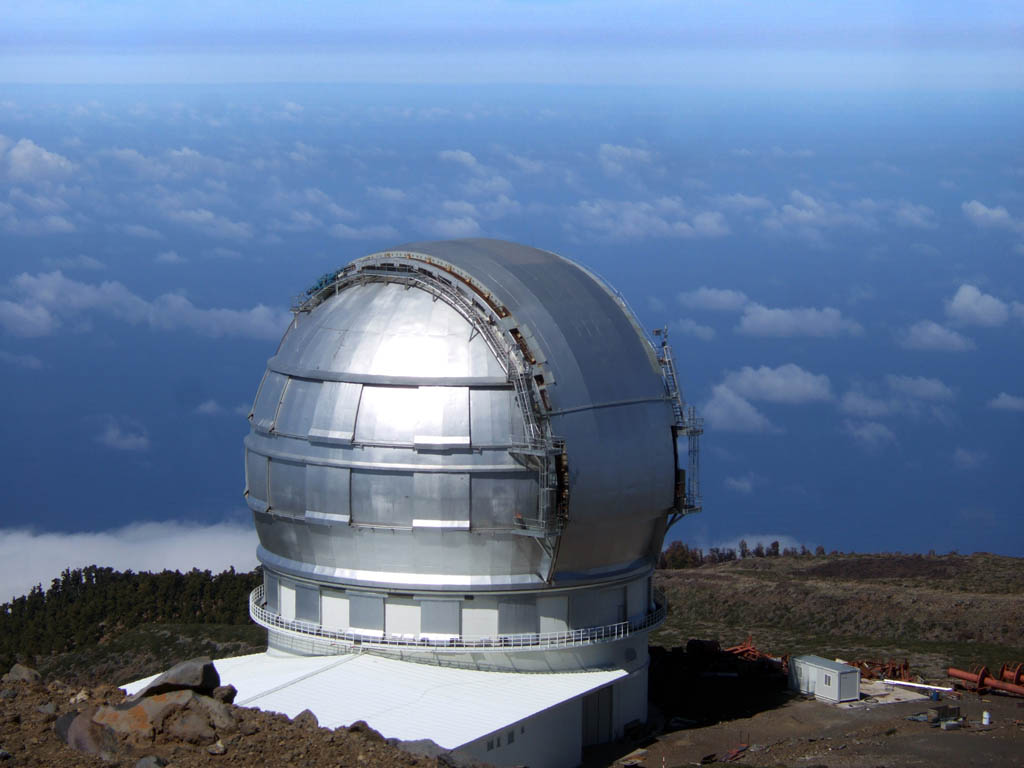
Il Gran Telescopio Canarias nel 2006

Il Gran Telescopio Canarias (GTC), chiamato anche GranTeCan, è un telescopio riflettore con uno specchio primario di 10,4 metri posto su una montagna dell'isola di La Palma, nelle isole Canarie, alla quota di 2267 metri (+ 8). È attualmente (2009) il telescopio singolo con la più grande apertura del mondo.
È gestito dall'Osservatorio del Roque de los Muchachos.
Il telescopio è stato inaugurato ufficialmente il 16 luglio 2007 ma ha iniziato a produrre dati scientifici nel 2009. Lo specchio primario è composto da 36 segmenti esagonali gestiti interamente da un sistema di ottica attiva. Il progetto GTC, nato nel 1994, è una cooperazione formata da numerose istituzioni di Spagna (90%), Messico (5%) e l'Università della Florida (USA) (5%), su iniziativa dell'Instituto de Astrofísica de Canarias (IAC).
Gli strumenti presenti inizialmente sono:
- ELMER[6]: spettrografo e camera ad alta efficienza nello spettro visibile.
- CanariCam: camera e spettrografo nell'infrarosso termico.
- EMIR: spettrografo multiobiettivo per l'infrarosso.
- OSIRIS:  (Optical System for Imaging and low Resolution Integrated Spectroscopy) è uno strumento multi-purpose (multi scopo) installato sul focus Nasmyth-B del GTC. È un sistema ottico per la visualizzazione ed uno spettrografo a bassa risoluzione integrata. Sensibile alle lunghezze d'onda da 365 nm a 1000 nm, integra uno spettroscopio a fenditura multi-oggetto (MOS). La visualizzazione può essere effettuata utilizzando filtri a banda larga o filtri sintonizzabili a banda stretta. Le modalità di funzionamento includono tecniche di spettroscopia e fotometria veloce. Il suo campo visivo è di 8,5 × 8,5 arc min e la risoluzione spettrale nominale massima è di 5000 per una fenditura di 0,6 arc sec.[7]